# Olympische Sommerspiele 2008/Turnen
Bei den Olympischen Sommerspielen 2008 in der chinesischen Hauptstadt Peking wurden vom 9. bis 19. August 2008 insgesamt 14 Wettbewerbe im Kunstturnen ausgetragen, im Mehrkampf, im Team, am Sprung und am Boden kämpften sowohl die Damen als auch die Herren um die Medaillen. Hinzu kamen die Entscheidungen am Schwebebalken und dem Stufenbarren bei den Damen sowie an den Ringen, dem Barren, dem Reck und dem Seitpferd bei den Herren. Insgesamt nahmen je 98 Kunstturner und Kunstturnerinnen in Peking teil. Austragungsort war das Nationale Hallenstadion Peking.

## Qualifikationskriterien
Für den Mannschaftswettbewerb qualifizierten sich sowohl bei den Damen als auch bei den Herren die 12 besten Teams der Weltmeisterschaften 2007 in Stuttgart. Jedes der 12 qualifizierten Teams durfte sechs Starter schicken, so dass 72 der 98 Plätze vergeben waren. Die Nationalen Olympischen Komitees der 13- bis 15-platzierten Teams der Weltmeisterschaften durften je zwei Starter nach Peking schicken, die der Mannschaften auf den Rängen 16 bis 18 je einen. Weitere sechs Plätze gingen an die NOK, deren Teilnehmer im Mehrkampf am besten abgeschnitten haben, außer den 18 oben genannten NOKs. Die restlichen freien Plätze im Teilnehmerfeld wurden gemäß dem Abschneiden bei den Gerätefinals in Stuttgart, an schwächer besetzte Kontinente und per Wildcard verteilt.

## Bilanz

### Medaillenspiegel
| Platz  | Land               | Gold | Silber | Bronze | Gesamt |
| ------ | ------------------ | ---- | ------ | ------ | ------ |
| 1      | China              | 9    | 1      | 4      | 14     |
| 2      | Vereinigte Staaten | 2    | 6      | 2      | 10     |
| 3      | Rumänien           | 1    | –      | 1      | 2      |
| 4      | Nordkorea          | 1    | –      | –      | 1      |
| 4      | Polen              | 1    | –      | –      | 1      |
| 6      | Japan              | –    | 2      | –      | 2      |
| 7      | Deutschland        | –    | 1      | 1      | 2      |
| 7      | Frankreich         | –    | 1      | 1      | 2      |
| 9      | Kroatien           | –    | 1      | –      | 1      |
| 9      | Spanien            | –    | 1      | –      | 1      |
| 9      | Südkorea           | –    | 1      | –      | 1      |
| 12     | Russland           | –    | –      | 2      | 2      |
| 13     | Großbritannien     | –    | –      | 1      | 1      |
| 13     | Ukraine            | –    | –      | 1      | 1      |
| 13     | Usbekistan         | –    | –      | 1      | 1      |
| Gesamt | Gesamt             | 14   | 14     | 14     | 42     |

### Medaillengewinner
Männer
| Disziplin            | Gold                                                            | Silber                                                                                           | Bronze                                                                                                 |
| -------------------- | --------------------------------------------------------------- | ------------------------------------------------------------------------------------------------ | --- |
| Mannschaftsmehrkampf | ChinaChen Yibing Huang Xu Li Xiaopeng Xiao Qin Yang Wei Zou Kai | JapanTakehiro Kashima Takuya Nakase Makoto Okiguchi Kōki Sakamoto Hiroyuki Tomita Kōhei Uchimura | Vereinigte StaatenAlexander Artemev Raj Bhavsar Joey Hagerty Jonathan Horton Justin Spring Kai Wen Tan |
| Einzelmehrkampf      | Yang Wei                                                        | Kōhei Uchimura                                                                                   | Benoît Caranobe                                                                                        |
| Barren               | Li Xiaopeng                                                     | Yoo Won-chul                                                                                     | Anton Fokin                                                                                            |
| Bodenturnen          | Zou Kai                                                         | Gervasio Deferr                                                                                  | Anton Golozuzkow                                                                                       |
| Sprung               | Leszek Blanik                                                   | Thomas Bouhail                                                                                   | Anton Golozuzkow                                                                                       |
| Reck                 | Zou Kai                                                         | Jonathan Horton                                                                                  | Fabian Hambüchen                                                                                       |
| Ringe                | Chen Yibing                                                     | Yang Wei                                                                                         | Oleksandr Worobjow                                                                                     |
| Pauschenpferd        | Xiao Qin                                                        | Filip Ude                                                                                        | Louis Smith                                                                                            |

Frauen
| Disziplin            | Gold                                                                    | Silber | Bronze |
| -------------------- | ----------------------------------------------------------------------- | --- | --- |
| Mannschaftsmehrkampf | ChinaCheng Fei He Kexin Jiang Yuyuan Li Shanshan Yang Yilin Deng Linlin | Vereinigte StaatenShawn Johnson Nastia Liukin Chellsie Memmel Samantha Peszek Alicia Sacramone Bridget Sloan | RumänienSteliana Nistor Sandra Izbașa Andreea Acatrinei Andreea Grigore Gabriela Drăgoi Anamaria Tămârjan |
| Einzelmehrkampf      | Nastia Liukin                                                           | Shawn Johnson                                                                                                | Yang Yilin                                                                                                |
| Bodenturnen          | Sandra Izbașa                                                           | Shawn Johnson                                                                                                | Nastia Liukin                                                                                             |
| Sprung               | Hong Un-jong                                                            | Oksana Chusovitina                                                                                           | Cheng Fei                                                                                                 |
| Schwebebalken        | Shawn Johnson                                                           | Nastia Liukin                                                                                                | Cheng Fei                                                                                                 |
| Stufenbarren         | He Kexin                                                                | Nastia Liukin                                                                                                | Yang Yilin                                                                                                |

## Ergebnisse

### Damen

#### Mehrkampf
| Platz | Land | Sportlerin       | Punkte                                                                     |
| ----- | ---- | ---------------- | -------------------------------------------------------------------------- |
| 1     | USA  | Nastia Liukin    | 63,325 Sprung 15,025 Stufenbarren 16,650 Schwebebalken 16,125 Boden 15,525 |
| 2     | USA  | Shawn Johnson    | 62,725 Sprung 15,875 Stufenbarren 15,275 Schwebebalken 16,050 Boden 15,525 |
| 3     | CHN  | Yang Yilin       | 62,650 Sprung 15,175 Stufenbarren 16,725 Schwebebalken 15,750 Boden 15,000 |
| 4     | RUS  | Xenija Semjonowa | 61,925 Sprung 14,750 Stufenbarren 16,475 Schwebebalken 15,925 Boden 14,775 |
| 5     | ROM  | Steliana Nistor  | 61,050 Sprung 15,025 Stufenbarren 15,975 Schwebebalken 15,550 Boden 14,500 |
| 6     | CHN  | Jiang Yuyuan     | 60,900 Sprung 14,825 Stufenbarren 15,875 Schwebebalken 15,425 Boden 14,775 |
| 7     | RUS  | Anna Pawlowa     | 60,825 Sprung 15,275 Stufenbarren 14,525 Schwebebalken 15,975 Boden 15,050 |
| 8     | ROM  | Sandra Izbașa    | 60,750 Sprung 15,075 Stufenbarren 14,300 Schwebebalken 15,875 Boden 15,500 |

Datum: 15. August 2008, 11:15 Uhr

#### Schwebebalken
| Platz | Land | Sportlerin         | Punkte |
| ----- | ---- | ------------------ | ------ |
| 1     | USA  | Shawn Johnson      | 16,225 |
| 2     | USA  | Nastia Liukin      | 16,025 |
| 3     | CHN  | Cheng Fei          | 15,950 |
| 4     | RUS  | Anna Pawlowa       | 15,900 |
| 5     | ROM  | Gabriela Drăgoi    | 15,625 |
| 6     | CHN  | Li Shanshan        | 15,300 |
| 7     | RUS  | Xenija Afanassjewa | 14,825 |
| 8     | JPN  | Koko Tsurumi       | 14,450 |

Datum: 19. August 2008, 18:46 Uhr

#### Boden
| Platz | Land | Sportlerin            | Punkte |
| ----- | ---- | --------------------- | ------ |
| 1     | ROM  | Sandra Izbașa         | 15,650 |
| 2     | USA  | Shawn Johnson         | 15,500 |
| 3     | USA  | Nastia Liukin         | 15,425 |
| 4     | CHN  | Jiang Yuyuan          | 15,350 |
| 5     | RUS  | Jekaterina Kramarenko | 15,025 |
| 6     | BRA  | Daiane dos Santos     | 14,975 |
| 7     | CHN  | Cheng Fei             | 14,550 |
| 8     | RUS  | Anna Pawlowa          | 14,125 |

Datum: 17. August 2008, 20:15 Uhr

#### Stufenbarren
| Platz | Land | Sportlerin        | Punkte |
| ----- | ---- | ----------------- | ------ |
| 1     | CHN  | He Kexin          | 16,725 |
| 2     | USA  | Nastia Liukin     | 16,725 |
| 3     | CHN  | Yang Yilin        | 16,650 |
| 4     | GBR  | Beth Tweddle      | 16,625 |
| 5     | UKR  | Anastassija Kowal | 16,375 |
| 6     | RUS  | Xenija Semjonowa  | 16.325 |
| 7     | ROM  | Steliana Nistor   | 15,575 |
| 8     | UKR  | Daryna Shoba      | 14,875 |

Datum: 18. August 2008, 18:43 Uhr

#### Sprung
| Platz | Land | Sportlerin          | Punkte |
| ----- | ---- | ------------------- | ------ |
| 1     | PRK  | Hong Un-jong        | 15,650 |
| 2     | GER  | Oksana Chusovitina  | 15,575 |
| 3     | CHN  | Cheng Fei           | 15,562 |
| 4     | USA  | Alicia Sacramone    | 15,537 |
| 5     | SUI  | Ariella Kaeslin     | 15,050 |
| 6     | ITA  | Carlotta Giovannini | 14,550 |
| 7     | BRA  | Jade Barbosa        | 14,487 |
| 8     | RUS  | Anna Pawlowa        | 7,812  |

Datum: 17. August 2008, 18:43 Uhr

#### Mannschaft
| Platz | Land | Sportlerinnen                                                                                                | Punkte                                                                      |
| ----- | ---- | --- | --------------------------------------------------------------------------- |
| 1     | CHN  | Cheng Fei He Kexin Jiang Yuyuan Li Shanshan Yang Yilin Deng Linlin                                           | 188,900 Boden 45,800 Sprung 46,350 Stufenbarren 49,625 Schwebebalken 47,125 |
| 2     | USA  | Shawn Johnson Nastia Liukin Chellsie Memmel Samantha Peszek Alicia Sacramone Bridget Sloan                   | 186,525 Boden 44,425 Sprung 46,875 Stufenbarren 47,975 Schwebebalken 47,250 |
| 3     | ROM  | Steliana Nistor Sandra Izbașa Andreea Acatrinei Andreea Grigore Gabriela Drăgoi Anamaria Tămârjan            | 181,525 Boden 45,075 Sprung 45,275 Stufenbarren 45,000 Schwebebalken 46,175 |
| 4     | RUS  | Xenija Afanassjewa Swetlana Kljukina Jekaterina Kramarenko Anna Pawlowa Ljudmila Grebenkowa Xenija Semjonowa | 180,625 Boden 43,350 Sprung 45,425 Stufenbarren 46,950 Schwebebalken 44,900 |
| 5     | JPN  | Kōko Tsurumi Kyōko Ōshima Yū Minobe Miki Uemura Mayu Kuroda Yūko Shintake                                    | 176,700 Boden 42,675 Sprung 43,550 Stufenbarren 45,525 Schwebebalken 44,950 |
| 6     | AUS  | Georgia Bonora Ashleigh Brennan Lauren Mitchell Olivia Vivian Daria Joura Shona Morgan                       | 176,525 Boden 42,900 Sprung 44,150 Stufenbarren 43,575 Schwebebalken 45,900 |
| 7     | FRA  | Marine Debauve Laetitia Dugain Katheleen Lindor Erika Morel Marine Petit Rose-Eliandre Bellemare             | 175,275 Boden 43,325 Sprung 44,050 Stufenbarren 44,175 Schwebebalken 43,725 |
| 8     | BRA  | Ana Silva Daiane dos Santos Daniele Hypólito Ethiene Franco Jade Barbosa Laís Souza                          | 174,875 Boden 42,975 Sprung 44,300 Stufenbarren 43,700 Schwebebalken 43,900 |

Datum: 12. August 2008, Finale um 10:30 Uhr
Die chinesische Turnmannschaft holte zum ersten Mal überhaupt Mannschaftsgold bei den Frauen. Großes Aufsehen erregte jedoch der Auftritt der chinesischen Turnerinnen, da die vier Turnerinnen He Kexin, Jiang Yuyuan, Yang Yilin und Deng Linlin noch nicht das Mindestalter von 16 Jahren erreicht haben sollen. Schon bei den Olympischen Spielen 2000 in Sydney war Yang Yun verbotenerweise angetreten, da sie bei den Wettkämpfen lediglich 14 Jahre alt war, was sie später zugab. Der internationale Turnverband FIG gab allerdings bekannt, dass er sich an die Pässe halten müsse, auf denen alle Chinesinnen mindestens 16 Jahre alt sind.

#### Qualifizierte Teams
1. Vereinigte Staaten
2. China
3. Rumänien
4. Russland
5. Italien
6. Großbritannien
7. Brasilien
8. Frankreich
9. Ukraine
10. Deutschland
11. Australien
12. Japan

#### NOKs mit zwei Einzelstarterinnen
1. Nordkorea
2. Kanada
3. Spanien

#### NOKs mit einer Einzelstarterin
1. Tschechien
2. Niederlande
3. Schweiz
4. Griechenland
5. Belarus
6. Schweden
7. Ungarn
8. Kolumbien
9. Mexiko
10. Südkorea
11. Polen
12. Belgien
13. Ägypten
14. Kroatien
15. Finnland
16. Venezuela
17. Bulgarien
18. Israel
19. Litauen

### Herren

#### Mehrkampf
| Platz | Land | Sportler            | Punkte                                                                                        |
| ----- | ---- | ------------------- | --------------------------------------------------------------------------------------------- |
| 1     | CHN  | Yang Wei            | 94,575 Boden 15,250 Pauschenpferd 15,275 Ringe 16,625 Sprung 16,550 Barren 16,100 Reck 14,775 |
| 2     | JPN  | Kōhei Uchimura      | 91,975 Boden 15,825 Pauschenpferd 13,275 Ringe 15,200 Sprung 16,300 Barren 15,975 Reck 15,400 |
| 3     | FRA  | Benoît Caranobe     | 91,925 Boden 15,350 Pauschenpferd 14,875 Ringe 15,175 Sprung 16,600 Barren 15,050 Reck 14,875 |
| 4     | JPN  | Hiroyuki Tomita     | 91,750 Boden 15,100 Pauschenpferd 15,425 Ringe 13,850 Sprung 15,700 Barren 16,000 Reck 15,675 |
| 5     | RUS  | Sergei Chorochordin | 91,700 Boden 15,150 Pauschenpferd 15,100 Ringe 15,400 Sprung 15,300 Barren 15,700 Reck 15,050 |
| 6     | RUS  | Maxim Dewjatowski   | 91,700 Boden 15,225 Pauschenpferd 15,200 Ringe 15,625 Sprung 15,225 Barren 15,325 Reck 15,100 |
| 7     | GER  | Fabian Hambüchen    | 91,675 Boden 15,625 Pauschenpferd 14,375 Ringe 15,025 Sprung 15,975 Barren 15,275 Reck 15,400 |
| 8     | KOR  | Yang Tae-young      | 91,600 Boden 15,225 Pauschenpferd 14,300 Ringe 14,900 Sprung 16,075 Barren 16,350 Reck 14,750 |

Datum: 14. August 2008, 11:00 Uhr

#### Boden
| Platz | Land | Sportler           | Punkte |
| ----- | ---- | ------------------ | ------ |
| 1     | CHN  | Zou Kai            | 16,050 |
| 2     | ESP  | Gervasio Deferr    | 15,775 |
| 3     | RUS  | Anton Golozuzkow   | 15,725 |
| 4     | GER  | Fabian Hambüchen   | 15,650 |
| 5     | JPN  | Kōhei Uchimura     | 15,575 |
| 6     | BRA  | Diego Hypólito     | 15,200 |
| 7     | ROM  | Marian Drăgulescu  | 14,850 |
| 8     | ISR  | Alexander Shatilov | 14,125 |

Datum: 17. August 2008, 18:00 Uhr

#### Reck
| Platz | Land | Sportler         | Punkte |
| ----- | ---- | ---------------- | ------ |
| 1     | CHN  | Zou Kai          | 16,200 |
| 2     | USA  | Jonathan Horton  | 16,175 |
| 3     | GER  | Fabian Hambüchen | 15,875 |
| 4     | ITA  | Igor Cassina     | 15,675 |
| 5     | JPN  | Takuya Nakase    | 15,450 |
| 6     | JPN  | Hiroyuki Tomita  | 15,225 |
| 7     | NED  | Epke Zonderland  | 15,000 |
| 8     | FRA  | Yann Cucherat    | 14,825 |

Datum: 19. August 2008, 19:33 Uhr

#### Barren
| Platz | Land | Sportler         | Punkte |
| ----- | ---- | ---------------- | ------ |
| 1     | CHN  | Li Xiaopeng      | 16,450 |
| 2     | KOR  | Yoo Won-chul     | 16,250 |
| 3     | UZB  | Anton Fokin      | 16,200 |
| 4     | GER  | Fabian Hambüchen | 15,975 |
| 5     | SLO  | Mitja Petkovšek  | 15,725 |
| 6     | CHN  | Huang Xu         | 15,700 |
| 7     | KOR  | Yang Tae-young   | 15,650 |
| 8     | RUS  | Nikolai Krjukow  | 15,150 |

Datum: 19. August 2008, 18:00 Uhr

#### Pauschenpferd
| Platz | Land | Sportler          | Punkte |
| ----- | ---- | ----------------- | ------ |
| 1     | CHN  | Xiao Qin          | 15,875 |
| 2     | CRO  | Filip Ude         | 15,725 |
| 3     | GBR  | Louis Smith       | 15,725 |
| 4     | CHN  | Yang Wei          | 15,450 |
| 5     | JPN  | Hiroyuki Tomita   | 15,375 |
| 6     | KOR  | Kim Ji-hoon       | 15,175 |
| 7     | USA  | Alexander Artemev | 14,975 |
| 8     | VEN  | José Luis Fuentes | 14,650 |

Datum : 17. August 2008, 19:29 Uhr

#### Ringe
| Platz | Land | Sportler           | Punkte |
| ----- | ---- | ------------------ | ------ |
| 1     | CHN  | Chen Yibing        | 16,600 |
| 2     | CHN  | Yang Wei           | 16,425 |
| 3     | UKR  | Oleksandr Worobjow | 16,325 |
| 4     | ITA  | Andrea Coppolino   | 16,225 |
| 5     | FRA  | Danny Rodrigues    | 16,225 |
| 6     | ITA  | Matteo Morandi     | 16,200 |
| 7     | ROM  | Robert Stănescu    | 15,825 |
| 8     | BUL  | Jordan Jowtschew   | 15,525 |

Datum: 18. August 2008, 18:00 Uhr

#### Sprung
| Platz | Land | Sportler                | Punkte |
| ----- | ---- | ----------------------- | ------ |
| 1     | POL  | Leszek Blanik           | 16,537 |
| 2     | FRA  | Thomas Bouhail          | 16,537 |
| 3     | RUS  | Anton Golozuzkow        | 16,475 |
| 4     | ROM  | Marian Drăgulescu       | 16,225 |
| 5     | FRA  | Benoît Caranobe         | 16,062 |
| 6     | BLR  | Dsmitryj Kaspjarowitsch | 16,050 |
| 7     | ROM  | Flavius Koczi           | 15,925 |
| 8     | ESP  | Isaac Botella           | 15,737 |

Datum: 18. August 2008; 19:29 Uhr

#### Mannschaft
| Platz | Land | Sportler | Punkte                                                                                         |
| ----- | ---- | --- | ---------------------------------------------------------------------------------------------- |
| 1     | CHN  | Chen Yibing Huang Xu Li Xiaopeng Xiao Qin Yang Wei Zou Kai                                                  | 286,125 Boden 45,925 Pauschenpferd 46,025 Ringe 48,875 Sprung 49,325 Barren 49,025 Reck 46,950 |
| 2     | JPN  | Takehiro Kashima Takuya Nakase Makoto Okiguchi Kōki Sakamoto Hiroyuki Tomita Kōhei Uchimura                 | 278,875 Boden 45,975 Pauschenpferd 45,575 Ringe 46,900 Sprung 46,750 Barren 47,075 Reck 46,600 |
| 3     | USA  | Alexander Artemev Raj Bhavsar Joey Hagerty Jonathan Horton Justin Spring Kai Wen Tan                        | 275,850 Boden 45,400 Pauschenpferd 41,875 Ringe 46,375 Sprung 48,225 Barren 47,050 Reck 46,925 |
| 4     | GER  | Thomas Andergassen Philipp Boy Fabian Hambüchen Robert Juckel Marcel Nguyen Eugen Spiridonov                | 274,600 Boden 46,225 Pauschenpferd 44,650 Ringe 45,650 Sprung 47,000 Barren 45,425 Reck 45,650 |
| 5     | KOR  | Kim Dae-eun Kim Ji-hoon Kim Seung-il Kim Soo-myun Yang Tae-young Yoo Won-chul                               | 274,375 Boden 46,350 Pauschenpferd 43,050 Ringe 45,500 Sprung 47,225 Barren 47,225 Reck 45,025 |
| 6     | RUS  | Maxim Dewjatowski Anton Golozuzkow Sergei Chorochordin Nikolai Krjukow Konstantin Pluschnikow Juri Rjasanow | 274,300 Boden 46,050 Pauschenpferd 42,875 Ringe 45,950 Sprung 48,150 Barren 47,300 Reck 43,975 |
| 7     | ROM  | Adrian Bucur Marian Drăgulescu Flavius Koczi Daniel Popescu Răzvan Șelariu Robert Stănescu                  | 274,175 Boden 46,250 Pauschenpferd 43,525 Ringe 46,375 Sprung 49,300 Barren 45,225 Reck 43,500 |
| 8     | FRA  | Thomas Bouhail Benoît Caranobe Yann Cucherat Dimitri Karbanenko Danny Pinheiro Rodrigues Hamilton Sabot     | 272,875 Boden 44,625 Pauschenpferd 42,925 Ringe 45,300 Sprung 48,400 Barren 46,575 Reck 45,050 |

Datum: 12. August 2008, Finale um 10:00 Uhr

Es war keine Mannschaft aus der Schweiz oder Österreich am Start. Das deutsche Team fiel zwischenzeitlich nach zwei Stürzen, unter anderem auch von Fabian Hambüchen am Reck, auf den siebten Rang zurück, konnte aber am letzten Gerät, dem Pauschenpferd, noch fast das Podest erreichen. China siegte deutlich und war in allen Einzeldisziplinen bis auf am Boden die stärkste Mannschaft. Japan sicherte sich durch eine starke Leistung am Reck, dem letzten Gerät für sie, die Silbermedaille vor den Amerikanern, die durch zwei schwache Versuche am Pauschenpferd noch auf den dritten Rang zurückfielen.

#### Qualifizierte Teams
1. China
2. Japan
3. Deutschland
4. Vereinigte Staaten
5. Russland
6. Rumänien
7. Spanien
8. Südkorea
9. Frankreich
10. Italien
11. Kanada
12. Belarus

#### NOKs mit zwei Einzelstartern
1. Ukraine
2. Schweiz
3. Großbritannien

#### NOKs mit einem Einzelstarter
1. Puerto Rico
2. Brasilien
3. Griechenland
4. Bulgarien
5. Usbekistan
6. Kroatien
7. Venezuela
8. Niederlande
9. Tschechien
10. Georgien
11. Polen
12. Slowenien
13. Australien
14. Ägypten
15. Ungarn
16. Belgien
17. Luxemburg
18. Israel
19. Kolumbien